# Tiiu Nurmberg
Tiiu Nurmberg (ur. 5 stycznia 1982 w Pointe-Claire) – estońska narciarka alpejska kanadyjskiego pochodzenia, dwukrotna uczestniczka zimowych igrzysk olimpijskich.
W 2006 i 2010 roku wzięła udział w rywalizacji olimpijskiej kobiet w slalomie i slalomie gigancie. W Turynie zajęła 34. miejsce w slalomie gigancie i 44. w slalomie, a w Vancouver była 42. w slalomie i nie ukończyła pierwszego przejazdu w slalomie gigancie.
W 2005 i 2007 roku uczestniczyła w mistrzostwach świata w narciarstwie alpejskim. W debiucie w tej imprezie zajęła 38. miejsce w supergigancie, 52. w slalomie gigancie i została zdyskwalifikowana w slalomie. W drugim starcie zajęła 48. miejsce w slalomie gigancie i nie ukończyła pierwszego przejazdu w slalomie.
W 2006 i 2009 roku łącznie czterokrotnie wystartowała w zawodach Pucharu Świata, jednak ani razu nie została sklasyfikowana.
W kwietniu 2010 roku ogłosiła zakończenie kariery zawodniczej.